# Vernuer
Vernuer (italienisch Vernurio) ist eine kleine Fraktion der Gemeinde Riffian in Südtirol (Italien) mit 34 Einwohnern.

## Geographie
Die kleine Ortschaft Vernuer befindet sich nördlich oberhalb von Riffian am Osthang der Texelgruppe bzw. auf der orographisch rechten, westlichen Talseite in Passeier. Die Kirche liegt auf rund 1090 m Höhe, die höchstgelegenen Höfe erreichen sogar 1400 m. Obwohl Vernuer nur rund 34 Einwohner zählt, unterteilt es sich in zwei Siedlungen: Untervernuer und Obervernuer.
Erst seit den späten 1970er Jahren ist die Fraktion Vernuer mit der Passeirer Hauptstraße verbunden. Diese Verbindung verhinderte damals die Abwanderung der Bewohner. In der Wandersaison verbindet ein Shuttledienst Vernuer mit Riffian und den Nachbargemeinden Kuens und Tirol.

## Geschichte
Der Name erscheint urkundlich 1297 als Arnw [Arnu], 1301 als Arnuo und erst 1328 als Vernuo. Es kann lateinisch arenutum ‚sandiges Gebiet‘ zugrunde liegen.

## Sehenswürdigkeiten
Die Kirche von Vernuer mit dem Holzturm ist dem Heiligen Johannes von Nepomuk geweiht und wurde 1743 erbaut. Seit 1981 steht sie unter Denkmalschutz. Da Vernuer keinen Pfarrer mehr hat, hält der Pfarrer von Riffian und Kuens auch in Vernuer die Messen. Der letzte Pfarrer von Vernuer war von 1956 bis 1999 Albert Prinoth aus Kastelruth.
Die Höfe im Ort bilden ein Ensemble – sehenswert ist auch die Sägemühle am Brunnerhof, die originalgetreu restauriert wurde. Es handelt sich dabei um eine sogenannte Venezianersäge mit Wassergetriebe, die über Jahrhunderte als Gemeinschaftssäge der Bauern von Vernuer diente.

## Panorama
Durch die hohe Lage von Vernuer erhält man einen schönen und weiten Panoramablick von Passeier über Schenna ins Etschtal von Meran bis Bozen. Zudem sieht man die Bergspitzen des Ifinger (2581 m), Hirzer (2781 m) und weiterer Berge der Sarntaler Alpen.